# Monte púbico
Na anatomia humana ou nos mamíferos em geral, o monte púbico (latim, mons pubis) é o pequeno monte de tecido adiposo presente na região acima dos órgãos genitais, em especial no sexo feminino, anterior à sínfise púbica. A região se eleva devido a um acumulo de gordura sob ela, que protege o osso púbico do impacto no coito.
Nas fêmeas o mons pubis é algumas vezes chamado de monte de Vénus (em latim, mons veneris).